# Parc Sisley
Le parc Sisley est un parc lyonnais d'une surface de 10 000 m2, situé dans le 3e arrondissement de Lyon, rue Professeur Paul Sisley.

## Présentation
Le parc a été aménagé dans une ancienne propriété privée achetée par la ville de Lyon en 1975. Sur cette propriété se trouvait la maison patronale de l'usine de teinturerie Vulliod-Ancel implantée au 7 et 9 rue de Montbrillant. La conjoncture économique oblige les dirigeants à vendre la maison avec le jardin qui devient le parc Sisley, la maison d'origine n'existe plus. Plus tard, ce sont les ateliers de menuiserie et une maison ouvrière qui sont vendus à l'école Charles de Foucault et le site industriel ferme en 1996.    

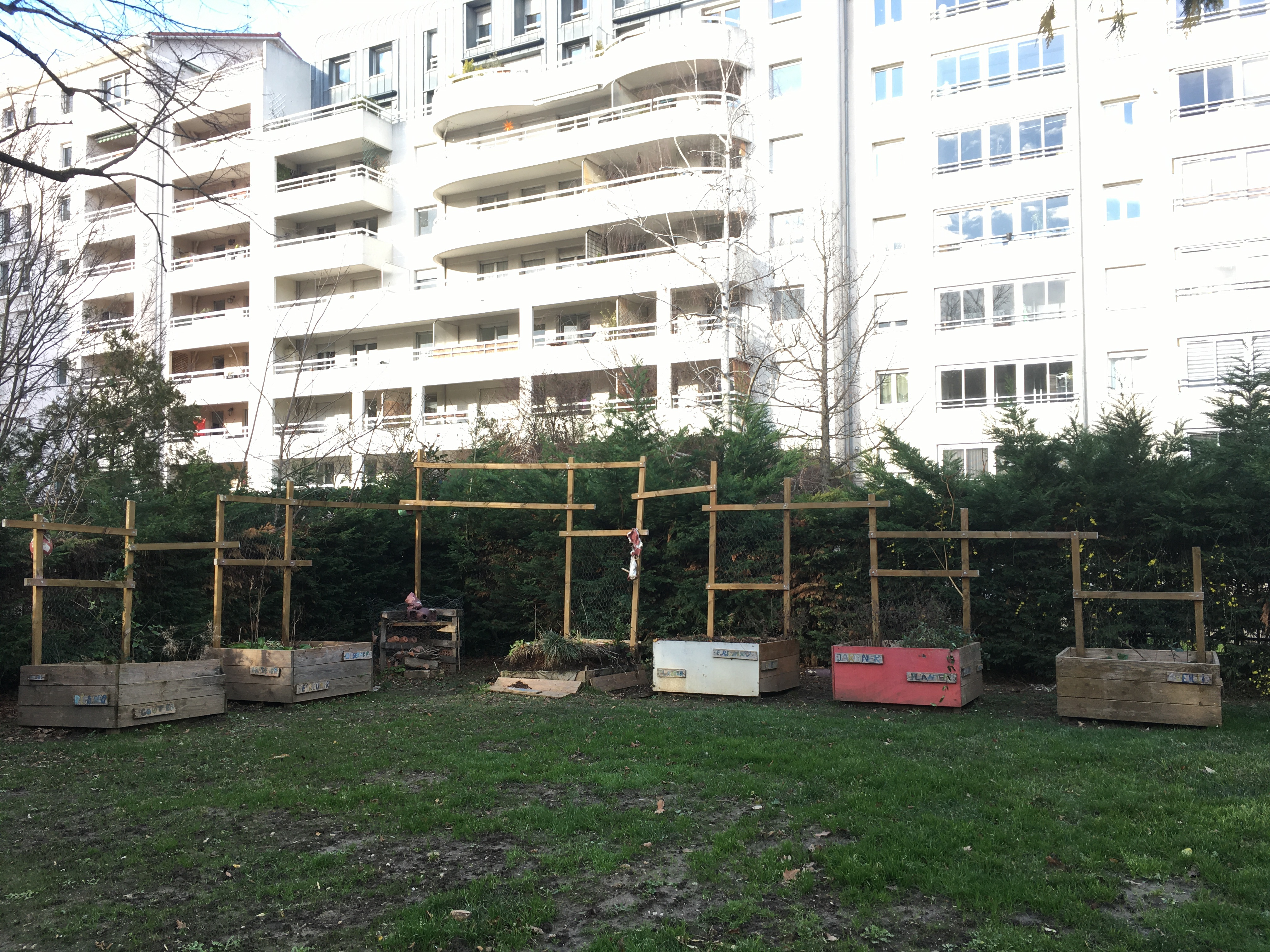
Jardinières du jardin participatif

Le parc a été conçu par D. Fontaine.  Il comporte de grands arbres, des chênes, des platanes, des catalpas, des tilleuls, des marronniers et un raisinier de Chine. On y trouve un boulodrome et un espace de jeux pour enfants.    
Le jardin a été rénové en 2016 et des jardinières pour un jardin participatif ont été installées en 2017.  